# Henry B. Hill

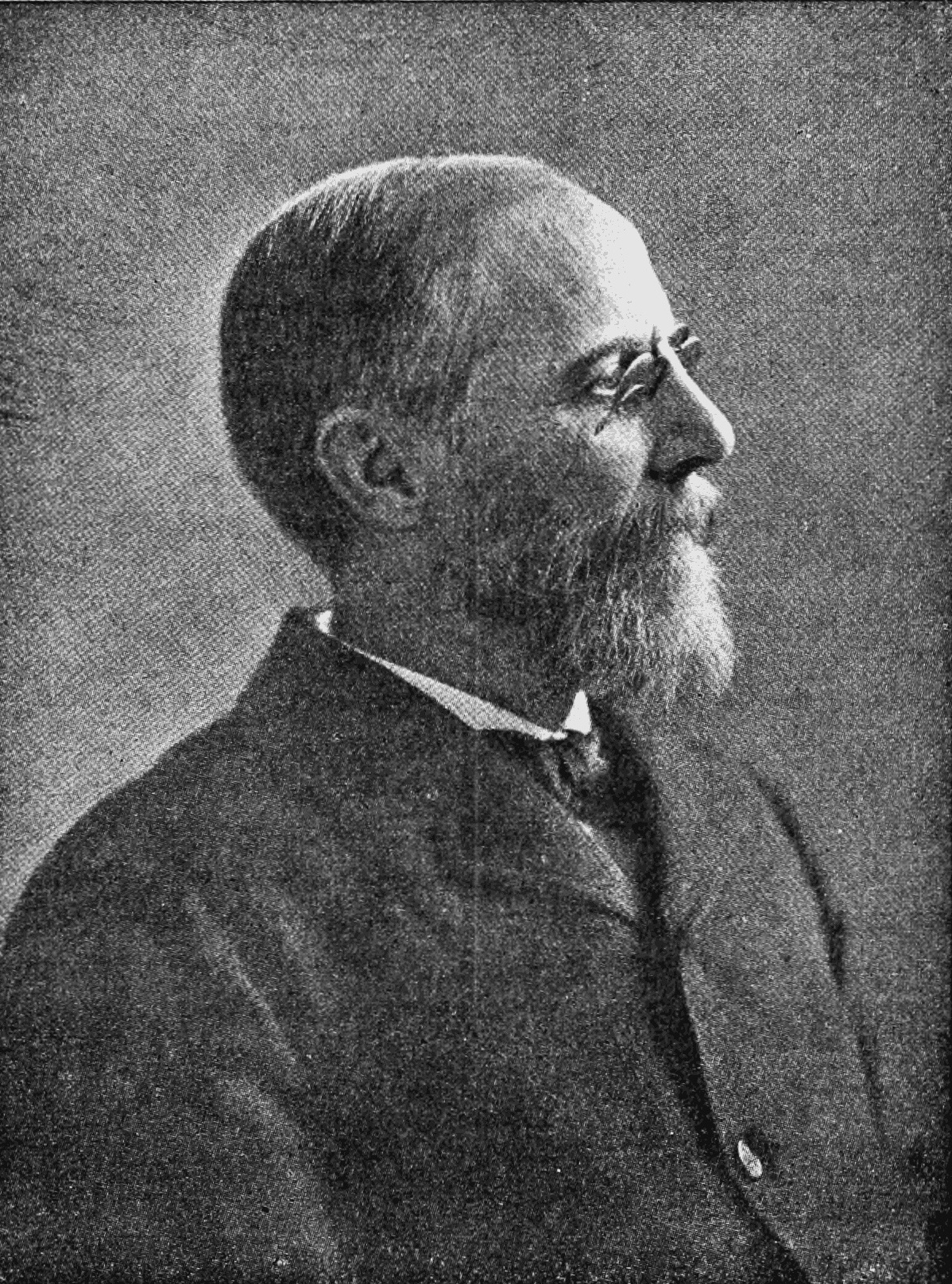
Henry B, Hill

Henry Barker Hill (* 27. April 1849 in Waltham, Massachusetts; † 6. April 1903) war ein US-amerikanischer Chemiker an der Harvard University.
Henry Barker Hill war der Sohn des unitarischen Geistlichen  und Mathematikers Thomas Hill (1818–1891), der von 1862 bis 1868 Präsident der Harvard University war. Henry Hill studierte ab 1865 am Harvard College, machte 1869 seinen Abschluss und studierte anschließend ein Jahr bei August Wilhelm von Hofmann in Berlin. Ab 1870 war Hill – trotz relativ unvollständiger Ausbildung – Dozent an der Harvard University, ab 1874 Assistant Professor, ab 1884 ordentlicher Professor. 1891 gab er Vorlesungen in Organischer Chemie am Massachusetts Institute of Technology. Als Josiah Parsons Cooke 1894 starb, übernahm Hill die Leitung der chemischen Laboratorien der Harvard University, während Charles Loring Jackson die Gesamtleitung der Abteilung für Chemie übernahm. Hill machte sich um die Modernisierung der Laboratorien verdient, deren Kapazität er von 40 auf mehr als 700 Studenten ausbaute.
Hill entdeckte das Furfurol (=Furfural) und befasste sich in der Folge mit den Derivaten dieser Substanz, darunter der Brenzschleimsäure, der Mucobromsäure und der Mucochlorsäure. Später entdeckte er das Nitromalonaldehyd, was ihn zu einer Reihe von Synthesen des Benzolrings führte. Kurz vor seinem Tode befasste er sich noch mit Derivaten des Pyrazol. Kommerziell befasste sich Hill mit der Aufdeckung des Streckens von Süßwaren und mit Bleichen und beriet einen Hersteller von Tinte.
1875 wurde Hill in die American Academy of Arts and Sciences gewählt, 1883 in die National Academy of Sciences. Außerdem war er Mitglied der New York Academy of Sciences, der American Chemical Society und der Deutschen Chemischen Gesellschaft.
Henry Barker Hill war seit 1871 mit Ellen Grace Shepard verheiratet, das Paar hatte einen Sohn, den Komponisten Edward Burlingame Hill (1872–1960).